# Char-El
Char-El is de artiestennaam van Charles Thaxton uit Ohio in de Verenigde Staten. Sinds zijn jeugd is hij betrokken geweest bij allerlei plaatselijke bandjes zoals Stargate, Magic Dayze en Galileo. Char-El is beïnvloed door Mike Pinder van de Moody Blues, Isao Tomita (synthesizervirtuoos uit de jaren 70), Larry Fast en muziekgroepen uit de progressieve rock zoals Yes en Genesis. Uit deze invloeden kwam muziek naar voren, die het beste omschreven kan worden als de wat eenvoudiger versie van Gandalf. In vergelijking tot Gandalf zit zijn elektronische muziek verder de richting uit van new-age-muziek. Met Pinder heeft hij af en toe nog overleg, Pinder is binnen de progressieve rock dé man voor de mellotron.
Er verschenen drie muziekalbums van Char-El:
- Worlds without end (1996)
- Heaven and Earth (2000)
- Resurrection (2009).